# Dündar Bey
Dündar Bey (Alrededor 1210 o 1211–1298) era el hijo más joven de Suleyman Shah y Hayme Hatun, el hermano más joven de Ertuğrul y el tío paterno de Osman I.
Al tiempo de la división de la tribu Kayı, Dündar Bey emigró junto con su hermano Ertuğrul, después de la muerte de su padre.
Cuando su hermano, Ertuğrul murió en 1281, el siguiente dirigente de la tribu Kayı fue su hijo Osman Bey, más tarde fundador del Imperio Otomano. Cuando Osman decidió atacar una pequeña isla griega, Dundar se rebeló porque pensó que destruiría la tribu, y le tendió una trampa. Sin embargo, Osman sacó su espada y asesinó a Dundar por rebelarse. 
Las circunstancias sobre esta muerte son, como muchos otros detalles de su vida, discutidos. Algunas fuentes históricas están en desacuerdo sobre si fue ejecutado por Osmán I.